# British Home Championship 1975/76
Die British Home Championship 1975/76 war die 81. Auflage des im Round-Robin-System ausgetragenen Fußballwettbewerbs zwischen den vier britischen Nationalmannschaften von England, Nordirland (bis 1949/50 Irland), Schottland und Wales.
| Pl. | Nationalmannschaft | Sp. | S | U | N | Tore    | Punkte |
| --- | ------------------ | --- | - | - | - | ------- | ------ |
| 1.  | Schottland         | 3   | 3 | 0 | 0 | 008:200 | 06:0   |
| 2.  | England            | 3   | 2 | 0 | 1 | 006:200 | 04:20  |
| 3.  | Wales              | 3   | 1 | 0 | 2 | 002:400 | 02:40  |
| 4.  | Nordirland         | 3   | 0 | 0 | 3 | 000:800 | 0:60   |

|                                          |   |            |           |
| 6. Mai 1976 in Glasgow (Hampden Park)    |   |            |           |
| Schottland                               | – | Wales      | 3:1 (2:0) |
| 8. Mai 1976 in Cardiff (Ninian Park)     |   |            |           |
| Wales                                    | – | England    | 0:1 (0:0) |
| 8. Mai 1976 in Glasgow (Hampden Park)    |   |            |           |
| Schottland                               | – | Nordirland | 3:0 (1:0) |
| 11. Mai 1976 in London (Wembley Stadium) |   |            |           |
| England                                  | – | Nordirland | 4:0 (2:0) |
| 14. Mai 1976 in Swansea (Vetch Field)    |   |            |           |
| Wales                                    | – | Nordirland | 1:0 (1:0) |
| 15. Mai 1976 in Glasgow (Hampden Park)   |   |            |           |
| Schottland                               | – | England    | 2:1 (1:1) |